# Carl Gottlob Schmid
Carl Gottlob Schmid (ur. 22 października 1889 w Bissingen, zm. 26 grudnia 1966 w Stuttgarcie) – niemiecki polityk, prawnik, starosta miejski (Stadthauptmann) Krakowa w latach 1940–1941.

## Życiorys

### Przed II wojną światową
Był z wykształcenia prawnikiem, a z zawodu urzędnikiem administracji państwowej. W 1915 został burmistrzem jednej z gmin przemysłowych Wirtembergii Plüderhausen. W roku 1921 połączył miasta i gminy wiejskie Wirtembergii w Radę Gmin Wirtembergii (Gemeindetag) i został jej przewodniczącym. Następnie został również zarządzającym prezesem powstającego Związku Ubezpieczeń Wypadkowych (Unfallversicherungsverband) dla wszystkich miast i gmin wiejskich Wirtembergii. W latach 1924–1929 Schmid wykładał w Wyższej Szkole Administracji w Stuttgarcie prawo finansowe i podatkowe. Założył i prowadził również komunalne pisma fachowe. 1 maja 1933 wstąpił do NSDAP. W roku 1933 rząd Wirtembergii powierzył Schmidowi pracę nad połączeniem Rady Miast, Rady Gmin i Rady Powiatów w jednorodną organizację. 1 sierpnia 1934 Minister Spraw Wewnętrznych powołał go na zwierzchnika Wirtemberskiego Urzędu Rewizyjnego przy Radzie Gmin.

### Okres Generalnego Gubernatorstwa
Schmid przybył do Krakowa wraz z pierwszym starostą miejskim Krakowa Zörnerem, i był jego zastępcą 22 września 1939 roku, natomiast w okresie od 21 lutego 1940 do 31 marca 1941 pełnił obowiązki starosty miejskiego. Oprócz zapewnienia zakwaterowania i zaopatrzenia w artykuły pierwszej potrzeby dla Niemców, a także Polaków. Główne sprawy jakimi zajmował się Schmid to:
- planowanie i działania w dziedzinie architektury i urbanistyki Krakowa. Za urzędowania Schmida pojawił się „Generalny Plan Przebudowy Miasta”. Choć starosta miejski nie był inicjatorem i motorem tych działań, to jednak pod względem technicznym i operacyjnym był w niego włączony. Równolegle prowadzono wiele prac nad bieżącą przebudową i porządkowaniem miasta: oddanie do użytku Hali Targowej, naprawa stadionu Cracovia, prace nad ukończeniem gmachu banku na ul.Dunajewskiego[3]. Osobiście przemianował Rynek Główny na Adolf-Hitler-Platz[2].

- rozpoczęcie wypędzania Żydów z Krakowa. Przed utworzeniem getta w Podgórzu Schmid, oczywiście na rozkaz Hansa Franka organizował najpierw „dobrowolne”, a potem wymuszone wysiedlenia Żydów[4]. Z powodu skrupułów Schmid do tego się nie nadawał, dlatego zastąpiono go esesmanem Rudolfem Pavlu[5].

W tym czasie podjęto działania mające na celu zniemczenie Krakowa i wprowadzenie go na zawsze do Rzeszy Niemieckiej, w czym Schmid ochoczo brał udział. Brakło mu jednak determinacji oraz bezwzględności w realizacji tych celów, dlatego przeniesiono go na inne stanowisko. Widząc w nim przede wszystkim fachowca w dziedzinie administracji miejskiej po wojnie Polacy nie próbowali postawić go przed polskim sądem. Dochodzenia rozpoczęto w przypadku pozostałych trzech starostów miejskich na co wskazują akta zgromadzone w IPN.
Od listopada 1941 do czerwca 1942 wysłano Carla Schmida do Protektoratu Czech i Moraw. W Pradze był specjalnym pełnomocnikiem Protektora Czech i Moraw do reorganizacji Zarządu Miasta Pragi. Następnie powrócił do Krakowa, gdzie został dyrektorem podwydziału ds. komunalnych w Wydziale Głównym Spraw Wewnętrznych rządu Generalnego Gubernatorstwa.

### Okres powojenny
Po wojnie po przejściu procesu denazyfikacji (otrzymał kategorię V – uwolniony od zarzutów) Schmid pozostawał przez ponad rok bez zajęcia. Następnie w latach 1948–1957 aż do emerytury pracował w administracji państwowej Badenii-Wirtembergii.